# Hutchinson megye (Texas)
Hutchinson megye az Amerikai Egyesült Államokban, azon belül Texas államban található. Megyeszékhelye Stinnett, legnagyobb városa Borger. Lakosainak száma 20 617 fő (2020. április 1.). Hutchinson megye Hansford, Moore, Roberts, Carson és Sherman megyékkel határos.

## Népesség
A megye népességének változása:
| Lakosok száma | 22 109 | 21 910 | 21 907 | 21 819 | 21 734 | 20 617 |
|               | 2010   | 2011   | 2012   | 2013   | 2015   | 2020   |